# Hinterland (serial telewizyjny)
Hinterland (walijski tytuł: Y Gwyll) – walijski serial telewizyjny emitowany od 29 października 2013 roku na kanale S4C. Wyprodukowano trzy wersje językowe serialu: walijską na potrzeby widzów w Walii, angielsko-walijską emitowaną z napisami dla widzów w pozostałych częściach Wielkiej Brytanii, oraz angielską do międzynarodowej dystrybucji.
Dotychczas powstały trzy serie liczące łącznie 13 odcinków. W Polsce serial emitowany jest przez kanał Ale Kino+.

## Fabuła
Inspektor Tom Mathias rozpoczyna nową pracę w komisariacie policji w Aberystwyth w Walii. Zostaje przydzielony do sekcji zabójstw, które najczęściej mają miejsce na ustronnych, słabo zaludnionych, wiejskich terenach. Mathias jest zamkniętym w sobie odludkiem, z trudem nawiązującym kontakt z nowymi współpracownikami. Dręczą go wspomnienia o śmierci córeczki i nieudanym małżeństwie. W toku kolejnych spraw kryminalnych stopniowo wychodzi na jaw prawda o jego rodzinnej tragedii. Pewnego dnia Mathiasa odwiedza dawno niewidziana żona.

## Obsada
- Richard Harrington – inspektor Tom Mathias
- Mali Harries – inspektor Mared Rhys
- Alex Harries – inspektor Lloyd Elis
- Hannah Daniel – sierżant Siân Owens
- Aneirin Hughes – komendant Brian Prosser
- Anamaria Marinca – Meg Mathias

## Odcinki
| Seria | Odcinki | Emisja w Walii                         | Emisja w Polsce                    |
| ----- | ------- | -------------------------------------- | ---------------------------------- |
| 1     | 1–4     | 29 października 2013–21 listopada 2013 | 5 listopada 2014–26 listopada 2014 |
| 2     | 5–9     | 1 stycznia 2015–1 listopada 2015       | 1 maja 2016–29 maja 2016           |
| 3     | 10–13   | 30 października 2016–18 grudnia 2016   | 7 czerwca 2017–28 czerwca 2017     |

## Nagrody i nominacje
W 2014 i 2015 roku Hinterland otrzymał wiele nominacji do walijskiej nagrody BAFTA Cymru, w tym za najlepszy serial, rolę męską dla Richarda Harringtona i żeńską dla Mali Harris, reżyserię, scenariusz, montaż i kostiumy. W 2015 roku Harrington zdobył tę nagrodę za swoją rolę.